# Cseh állampolgárság
A Cseh Köztársaság állampolgársági törvénye a jus sanguinis alapján, azaz a vérségi jogon alapul. Más szavakkal, a cseh felmenőkkel való rendelkezés az állampolgárság megszerzésének elsődleges módja (a honosítással együtt). Cseh földön születve nem cseh állampolgárságú szülő gyerekeként nem elégséges a cseh állampolgárság megszerzésére. Minden cseh állampolgár egyben az Európai Unió állampolgára is. A Csehszlovákia szétválásakor,  1993. január 1-jén életbe lépett törvény 1993-ban, 1995-ben, 1996-ban, 1999-ben, 2002-ben, 2003-ban és 2005-ben lett módosítva. A kettős állampolgárságot a cseh jog ismeri (2014).[forrás?]

## Születés által szerzett állampolgárság

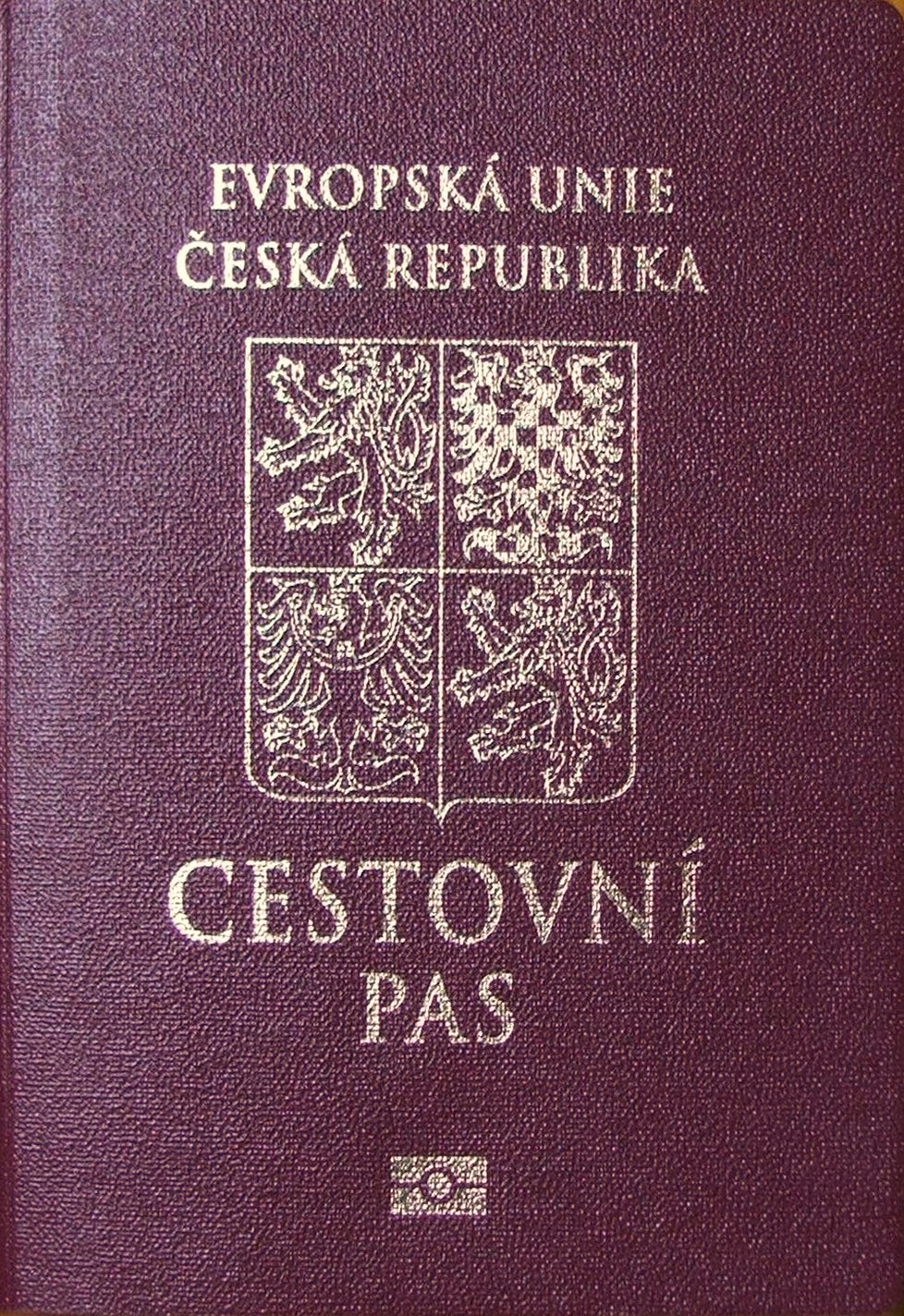
A biometrikus cseh útlevél borítója

A vérségi jog elve, mint az állampolgárság megszerzése alapvető Európában. Elméletben bárki, aki cseh állampolgárságú szülőtől születik, cseh állampolgárnak számít. Teljesen mindegy, hogy a Cseh Köztársaság területén születik-e vagy külföldön. Ahol csak az apa cseh, és a szülők nem házasok, az apaság megállapítása szükséges, melyet bíróság vagy a Regisztrációs Iroda előtt tesznek. A Cseh Köztársaságban született gyerek, akinek nem cseh állampolgárok a szülei, nem számít cseh állampolgárnak, hacsak:
- a szülei nem hontalanok, és
- legalább az egyik szülő állandó lakhellyel rendelkezik a Cseh Köztársaságban.

A 15 év alatti gyerekek, akiket a Cseh Köztársaság területén találtak (és szüleik azonossága nem állapítható meg) cseh állampolgárnak számítanak.

## Bevándorlók
A kommunizmus idején (1948-1989) csehszlovák állampolgárok ezrei menekültek Nyugatra. A rezsim azzal büntette őket, hogy elvette csehszlovák állampolgárságukat, elkobozta vagyonukat és távollétükben börtönbüntetésre ítélte őket. Az 1989-es Bársonyos forradalom óta sok menekült kérvényezte állampolgárságának visszaszerzését. 1999 és 2004 között külön intézkedés tette lehetővé számukra, hogy visszanyerjék elvesztett állampolgárságukat, azonban kevesen éltek ezzel a lehetőséggel, mivel „visszakapott” állampolgárság helyett „megadott” állampolgárságnak nevezték, és mint ilyen ez nem adott lehetőséget a kettős állampolgárság megőrzésére.
A más országokban (posztszovjet országok, Románia) élő cseh nemzetiségű emberek külön elbírálás alá esnek (lásd alább).

## Deklaráció
Ha egy személy a Cseh és Szlovák Szövetségi Köztársaság állampolgára volt 1992. december 31-én, cseh vagy szlovák állampolgárságért folyamodhatott, ha más állampolgársággal nem rendelkezett. A szlovák rendelkezés 1993-ban engedélyezte ezt.

## Honosítás

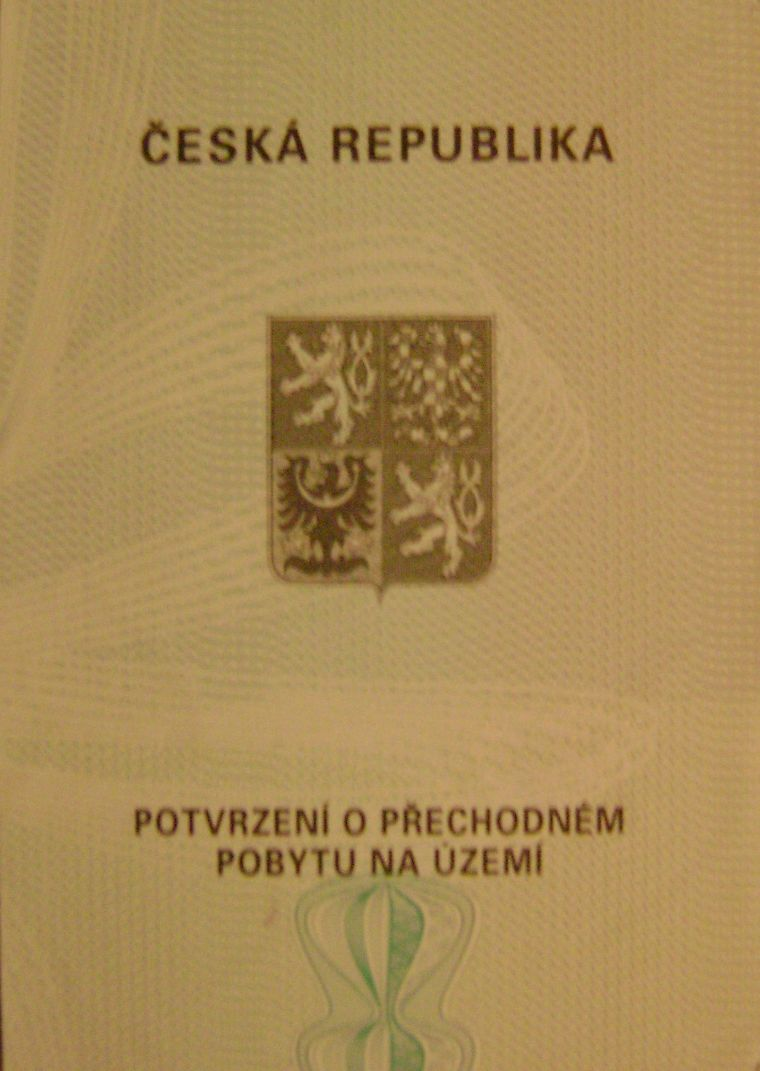
Az ideiglenes tartózkodási engedély borítója

Azok a külföldi és hazátlan állampolgárok, akik legalább öt évig a Cseh Köztársaságban élnek és ezen idő alatt ideiglenes tartózkodási engedéllyel rendelkeznek, honosításért folyamodhatnak, ha kijelentik, hogy lemondanak korábbi, eredeti állampolgárságukról azért, hogy a csehet felvegyék. Ehhez büntetlen előélet, a cseh nyelv ismerete is szükséges (ez utóbbi alól a szlovák állampolgárok mentesülnek). A szülők 15 év alatti gyermekük honosíttatásáért is folyamodhatnak, a honosítás a Belügyminisztérium intézi.
Az állandó lakhatási követelménytől el lehet tekinteni, ha a személy állandó tartózkodási engedéllyel rendelkezik és
- a Cseh Köztársaság területén született, vagy
- legalább 10 évig folyamatosan ott élt, vagy
- korábban rendelkezett cseh állampolgársággal, vagy
- cseh állampolgár fogadta örökbe, vagy
- házastársa cseh állampolgár, vagy
- legalább egyik szülője cseh állampolgár, vagy
- a cseh kormány hívására 1994. december 31-e előtt költözött vissza a Cseh Köztársaság területére, vagy
- hazátlan vagy menekült státusszal rendelkezik a Cseh Köztársaságban.

## Az állampolgárság elvesztése

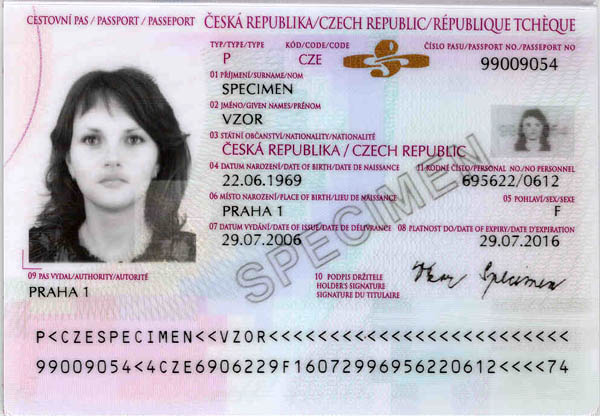
A cseh útlevél információs oldala

### Akaratlan
Az alkotmány tiltja, hogy egy cseh állampolgár a saját akaratán kívül elveszítse állampolgárságát. Ennek ellenére menekültek és emigránsok azt állítják, hogy a kettős állampolgárság tiltása az állampolgárság elveszítésének egyik akaratlan formája.

### Önkéntes
A cseh állampolgárságról önként le lehet mondani, ha egy másik állam állampolgárságáért folyamodik (a tényleges kettős állampolgárság tiltva van), kivéve, ha ez születés vagy házasság miatt történik. A Cseh Köztársaság nem követeli meg egy már állampolgárságú gyerektől, hogy idegen állampolgárságáról mondjon le, míg el nem éri a felnőttkort.

## Esetek
- Petr cseh állampolgár volt, aki egy ausztrál nőt, Blanche-t vette el. Pár év múlva sikeresen folyamodott ausztrál állampolgárságért. Megengedett számára a cseh állampolgárság megtartása, mivel házasság révén vált kettős állampolgárrá.

- Jana Petr lánya. 12 éves és apja jogán állampolgárságért folyamodik. Elveszítette cseh állampolgárságát, mivel az ausztrál állampolgárságot szabad akaratából vette fel (ebben az esetben apján keresztül), és nem születés vagy házasság révén.

- Bob brit állampolgár. Cseh állampolgárságért szeretne folyamodni, de a Cseh Köztársaság nem engedélyezi kettős állampolgárság viselését. Le kell mondania brit állampolgárságáról, hogy megszerezze a csehet.

- Paul 1986-ban hagyta el Csehszlovákiát és az Egyesült Államok állampolgára lett. Csehszlovák állampolgárságát a kommunista hatóság visszavonta, ennek ellenére 1999 és 2004 között egy különleges törvény miatt visszaszerezhette ezt.

## Külső hivatkozások
- A 2005-ös 40/1993 törvény teljes szövege
- Az 1993-as cseh állampolgársági törvény
- Belügyminisztérium – állampolgári jogok